# Andrea Belicchi
Andrea Belicchi, né le 18 décembre 1976 à Parme, est un pilote automobile italien engagé en Porsche Supercup et en Le Mans Series au sein de l'écurie de l'écurie Rebellion Racing.

## Palmarès
- Champion de Renault Sport Spider Elf Trophy en 1998
- Champion de Formule 3 Russe en 2002
- Champion de Formule 3 Finlandaise en 2003
- 2e des 6 Heures de Vallelunga en 2005
- Champion d'International GT Open dans la catégorie TS en 2006
- 2e des 1 000 kilomètres de Silverstone 2009
- 3e des 8 heures du Castellet en 2010
- 2e des 6 Heures du Castellet en 2011
- Vainqueur du Petit Le Mans en 2012.

## Résultats aux 24 Heures du Mans
| Année | Voiture                     | Équipe                                | Équipiers                             | Résultat |
| ----- | --------------------------- | ------------------------------------- | ------------------------------------- | -------- |
| 2007  | Spyker Cars C8 Spyder GT2-R | Spyker Squadron b.v.                  | Andrea Chiesa / Alex Caffi            | ABD.     |
| 2008  | Lola B08/80                 | Speedy Racing Team / Sebah Automotive | Steve Zacchia / Xavier Pompidou       | ABD.     |
| 2009  | Lola B08/60                 | Speedy Racing Team / Sebah Automotive | Nicolas Prost / Neel Jani             | 14e      |
| 2010  | Lola B10/60                 | Rebellion Racing                      | Jean-Christophe Boullion / Guy Smith  | ABD.     |
| 2011  | Lola B10/60                 | Rebellion Racing                      | Jean-Christophe Boullion / Guy Smith  | ABD.     |
| 2012  | Lola B12/60                 | Rebellion Racing                      | Jeroen Bleekemolen / Harold Primat    | 11e      |
| 2013  | Lola B12/60                 | Rebellion Racing                      | Mathias Beche / Congfu Cheng          | 40e      |
| 2014  | Rebellion R-One             | Rebellion Racing                      | Dominik Kraihamer / Fabio Leimer      | ABD.     |
| 2017  | Dallara P217                | Cetilar Villorba Corse                | Roberto Lacorte / Giorgio Sernagiotto | 9e       |
| 2019  | Dallara P217                | Cetilar Villorba Corse                | Roberto Lacorte / Giorgio Sernagiotto | 18e      |